# Georges Sagnac
Georges Sagnac (14 de octubre de 1869 – 26 de febrero de 1928) fue un físico francés, conocido por el efecto Sagnac, fenómeno que es la base de los interferómetros de rotación y del giróscopo láser de anillo, desarrollados desde la década de 1970.

## Vida y obra
Sagnac nació en Périgueux e ingresó en la Escuela Normal Superior de París en 1889. Mientras era ayudante de laboratorio en la Sorbona, fue uno de los primeros físicos de Francia en estudiar las radiografías, siguiendo los pasos de Wilhelm Conrad Röntgen. Perteneció al grupo de amigos y científicos notables en el que estaban incluidos Pierre y Marie Curie, Paul Langevin, Jean Perrin, y el matemático Émile Borel. Marie Curie comentó que ella misma y su marido intercambiaron ideas con Sagnac en la época en la que descubrieron la radiactividad. Sagnac murió en Meudon-Bellevue.

## Efecto Sagnac
En 1913, Georges Sagnac demostró que si un haz de luz es dividido y enviado en dos direcciones opuestas alrededor de un recorrido cerrado en una plataforma rotativa con espejos en su perímetro, cuando es recombinado exhibe efectos de interferencia. De este resultado Sagnac concluyó que la luz se propaga con una velocidad independiente de la velocidad de la fuente desde la que se emite. El movimiento de la tierra a través del espacio no tuvo efecto aparente en la velocidad del haz de luz, independientemente de cómo la plataforma estuviese girando. El efecto había sido observado anteriormente (por Harress en 1911), pero fue Sagnac el primero en identificar correctamente su causa.
El efecto Sagnac (en el vacío) fue teóricamente pronosticado por Max von Laue ya en 1911. Demostró que tal efecto es compatible con las teorías del éter estacionario (como la teoría del éter de Lorentz) así como con la Teoría de la relatividad especial de Einstein. Es un experimento generalmente citado por ser inconsistente con el arrastre completo del éter y también con las teorías de emisión de la luz, según las que la velocidad de la luz dependería de la velocidad de la fuente de emisión.

## Algunas publicaciones
- Sur la transformation des rayons X par les métaux. Comptes rendus, 125:230-231, 1897.

- Émission de rayons secondaires par l'air sous l'influence des rayons X. Comptes rendus, 126:521, 1898.

- Sur la transformation des rayons X par les differents corps. Comptes rendus, 128:546-552, 1899.

- Émission de differents rayons inégalement absorbables, dans la transformation des rayons X par un même corps. Comptes rendus, 128:300-303, 1899.

- De l'optique des rayons de Röntgen et des rayons secondaires qui en dérivent... Tesis, Faculté des sciences de Paris, 1900. N.º 380, no. d'ordre 1050.

- Électrisation négative des rayons secondaires produits au moyen des rayons Röntgen. In: Comptes rendus hebdomadaires des séances de l'Académie des sciences 130: 1013-1016, 1900; - con Pierre Curie

- L’éther lumineux démontré par l’effet du vent relatif d’éther dans un interféromètre en rotation uniforme. In: Comptes Rendus 157: 708-710, 1913;

- Sur la preuve de la réalité de l’éther lumineux par l’expérience de l’interférographe tournant. In: Comptes Rendus 157: 1410–1413, 1913;

## Reconocimientos
- Caballero de la Legión de Honor.[2]